# Radhusområdet Sjöträdgården

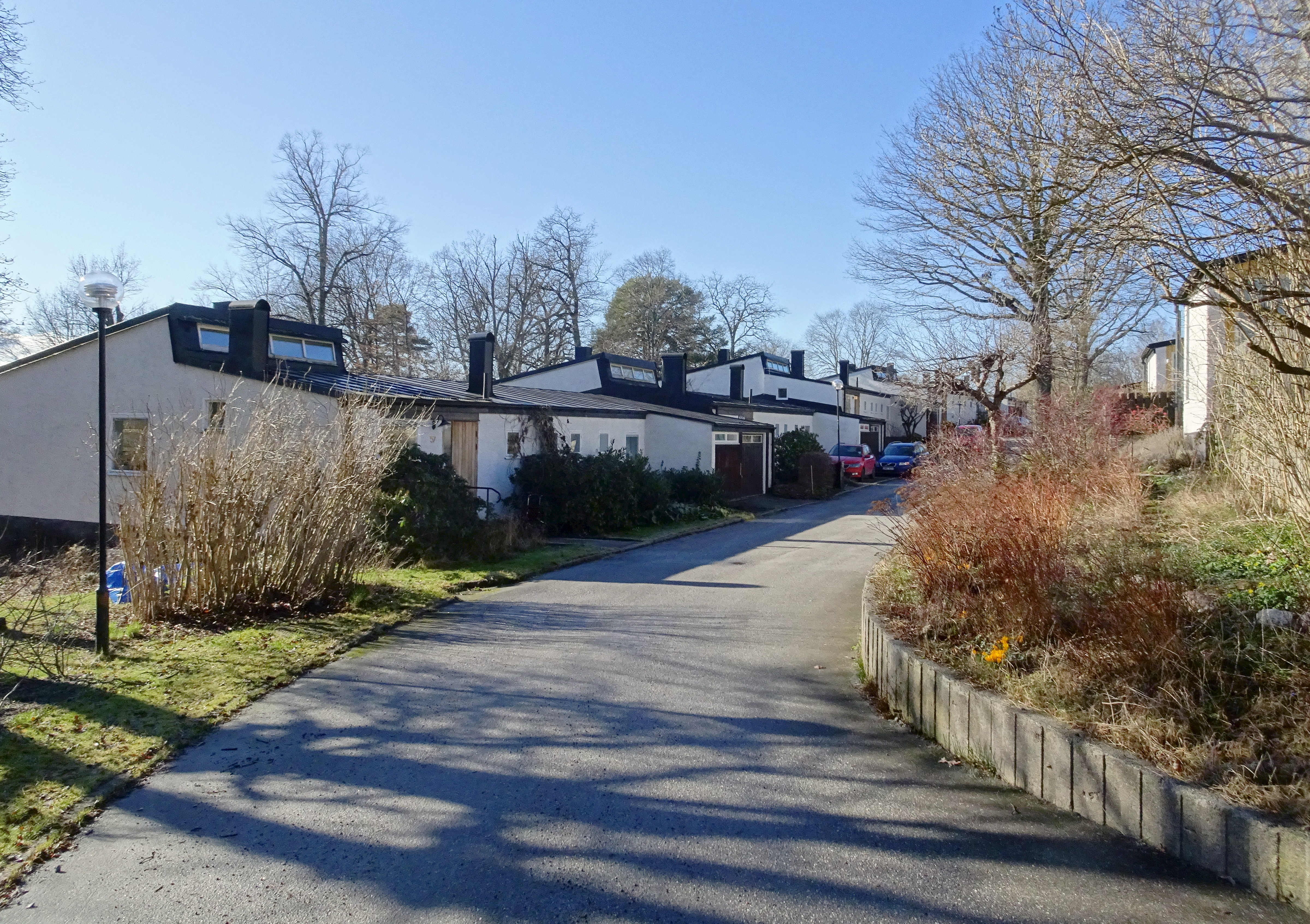
Radhusområdet Sjöträdgården, mars 2020.

Radhusområdet Sjöträdgården ligger vid Sparrisvägen i stadsdelen Hässelby strand i Västerort. Fastigheten Maltesholm 1 består av 30 radhusenheter som uppfördes 1957–1958. Området är grönklassat av Stadsmuseet i Stockholm, vilket innebär att bebyggelsen anses vara ”särskilt värdefull från historisk, kulturhistorisk, miljömässig eller konstnärlig synpunkt”.

## Bakgrund
Stat och kommun hade under efterkrigstiden på olika sätt bidragit med finansiering för egnahems- och hyreshusbebyggelse, men några generella former för hjälp med lån till radhus fanns inte i början av 1950-talet. Anledning var att man sökte förhindra bostadsspekulation. I Stockholms kommun prövades därför olika sätt med finansieringen genom att radhus uppläts som hyresrätt exempelvis Skönstaholm och Riksrådsvägen. Att finansiera produktion av radhus genom bostadsrätt med fördelaktiga lån från det allmänna var något nytt och prövades första gången i Atlantisområdet i Vällingby. Genom bildandet av en bostadsrättsförening där innehavaren av de enskilda radhusenheterna är medlemmar och i vilken nödvändig ekonomisk och teknisk kontroll kunde säkerställas beviljades lån med upp till 95 procent av produktionskostnaden. Vid planering och bygget av radhusområdet Sjöträdgården fungerade Atlantisområdet som förebild gällande finansieringen och upplåtelseform. Kontantinsatsen fastställdes till 25 000 kronor och årsavgiften till 6 000 kronor. Marken ägdes av Stockholms stad och uppläts med tomträtt. Liksom Atlantisområdet var det även på Sjöträdgården några arkitekter vid Stockholms stadsbyggnadskontor som i början av 1950-talet letade efter en plats att bo på.

## Planering

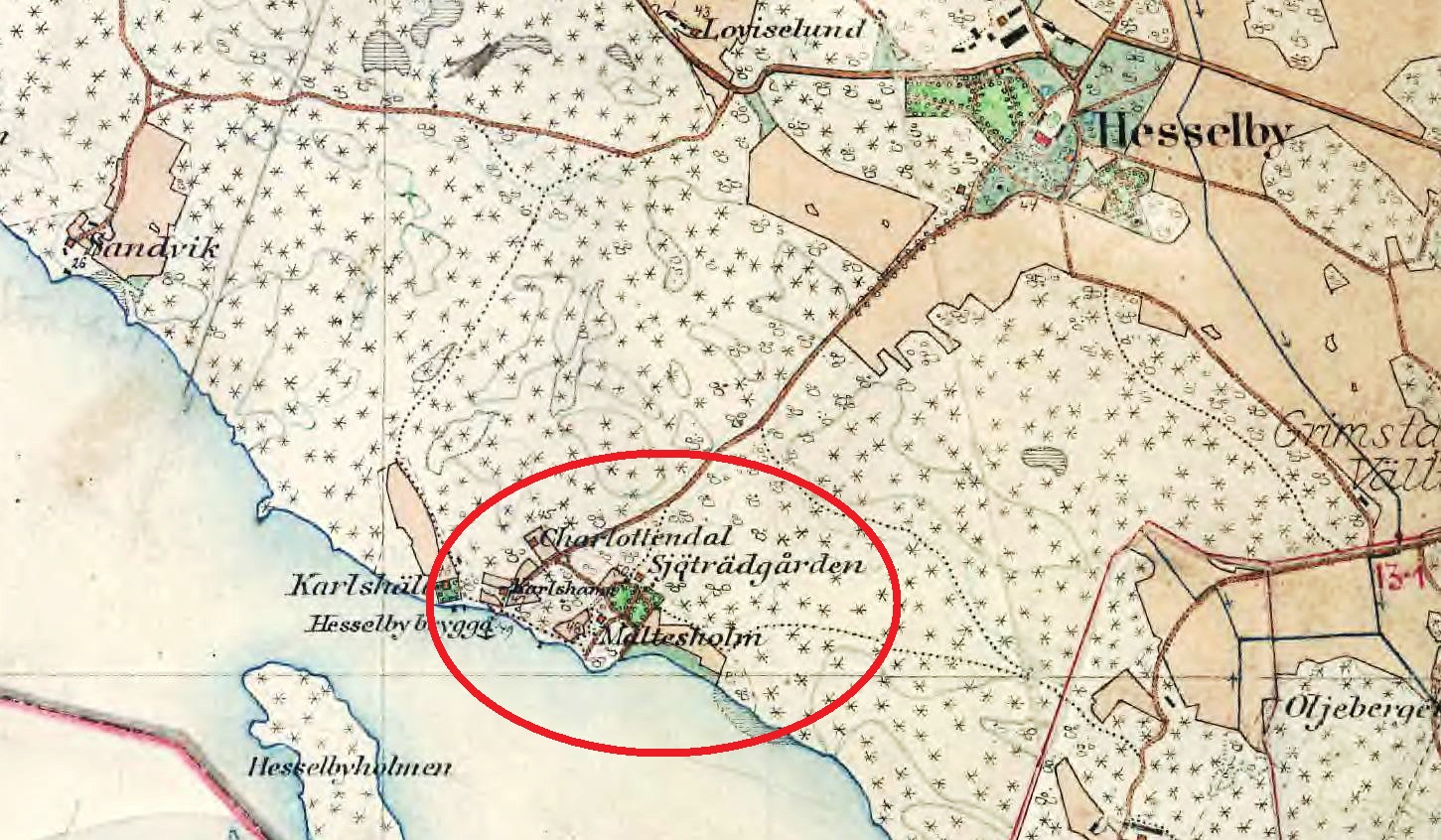
Området på Häradsekonomiska kartan från sekelskiftet 1900.

Stadsplanearkitekterna Dag Åberg och Alf Bydén och en tjänsteman vid Stockholms stads fastighetskontor fick upp ögonen för en vacker belägen markbit på en slänt ner mot Mälaren som då inte än hade detaljplanerats när stadsplanerna för Hässelby strand började ta form. Tillsammans med ytterligare några entusiaster började de planera sitt radhusområde som de kom att kalla Sjöträdgården. 
Namnet inspirerades av Hässelby slotts sjöträdgård som låg här en gång i tiden. Här fanns även en brygga tillhörande slottet och en vägförbindelse till slottet. I början av 1950-talet hade området övertagits av en handelsträdgård. I december 1954 vann stadsplanen Pl. 4360 laga kraft. Den omfattade kvarteret Maltesholm samt bebyggelsen med flerbostadshusen i kvarteret Sängstället norr om Maltesholmsvägen samt grönområdet med Maltesholmsbadet öster om radhusen (nuvarande Grimsta naturreservat). Kvarteret Maltesholm fick sitt namn efter sommarhuset Maltesholm byggt 1865 och rivet i slutet av 1950-talet.

## Bebyggelsen

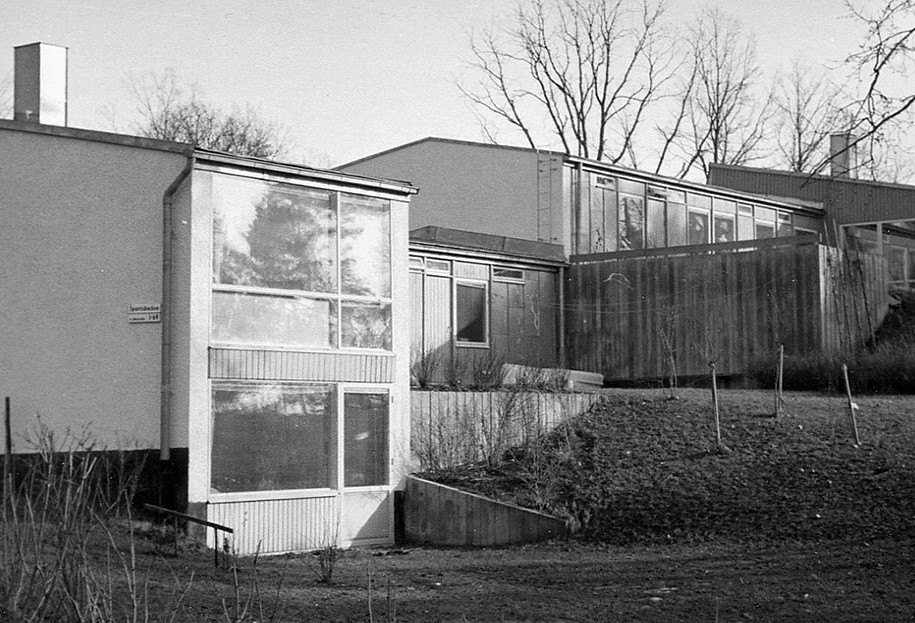
Radhusområdet Sjöträdgården 1958.

Ritarbetet tog tre år eftersom de boende inbjöds att delta i planeringen och det gällde att förena många olika viljor till ett konkret projekt. Radhusen placerades i fyra längor norr och söder om Sparrisbacken som anlades i en slinga genom området. Det finns hustyper med ett respektive två plan, samtliga med omkring 130 m² bostadsyta (ej inräknat biytor såsom garage, källarutrymmen och liknande). Det hela varierades genom förskjutningar i höjd- och sidled samt spegelvända varianter. Alla skulle ha sjöutsikt från någon del av bostaden. Varje enhet fick en liten trädgårdsplätt och i områdets mitt lämnades ett grönområde med lekplats som gestaltas av den vid tiden mycket kände landskapsarkitekten Eric Anjou. I öster byggdes en kort garagelänga. Ett av radhusen uppfördes som fristående villa. Strandområdet vid Mälarens vatten fick inte tas i anspråk utan reserverades för en allmän strandpromenad.
Formgivningen återspeglar folkhemsarkitekturens tankar och den för 1950-talet typiska asymmetrin, exempelvis två pulpettak som mötts på olika höjd och ett fönsterband mellan hög- och lågdel. Vardagsrummet fick på det viset ett lutande tak med en inre höjd om mellan 3,45 och 2,20 meter över golvet. Greppet känns igen från Léonie Geisendorfs radhusområde vid Riksrådsvägen som planerades ungefär samtidigt. Enligt Dag Åberg kom inspiration från Ralph Erskine, de framtida boenden och inte minst från Alf Bydén som hade ”en massa fina äldre ritningar som inte hade blivit något ännu”. Fasaderna mot entrésidan och gavlarna ytbehandlades med spritputs i ljus färg och innervinkeln mot trädgården utfördes med stående träpanel målad i gul kulör.
Husen stod färdiga 1958 och enligt Dag Åberg förlöpte själva bygget ”bättre än väntat och utan jättekriser”. Många av de första ägarna var arkitekter och civilingenjörer, samt flygkaptener och byråchefer med sina familjer. Radhusområdets båda arkitekter, Dag Åberg och Alf Bydén, blev grannar i södra längan med adress Sparrisbacken 65 respektive 61. Båda bodde här fram till sin död och lägenheterna innehas fortfarande (2020) av deras änkor. Enligt Stadsmuseet bildar "de mycket välgestaltade och välbevarade låga radhusen en omsorgsfullt sammanhållen helhet med stora miljöskapande värden".

## Bilder

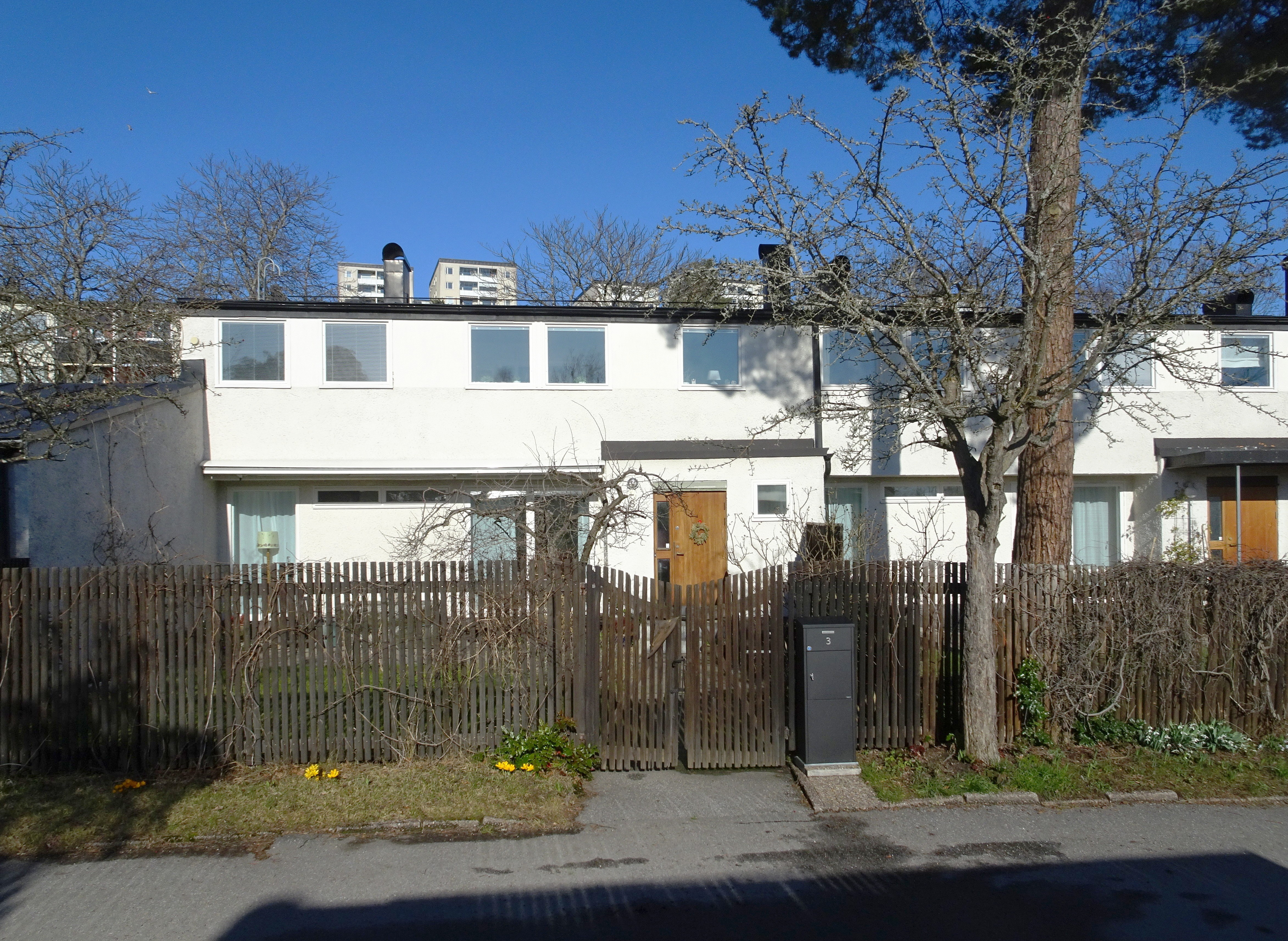
Sparrisbacken 3, entrésidan.
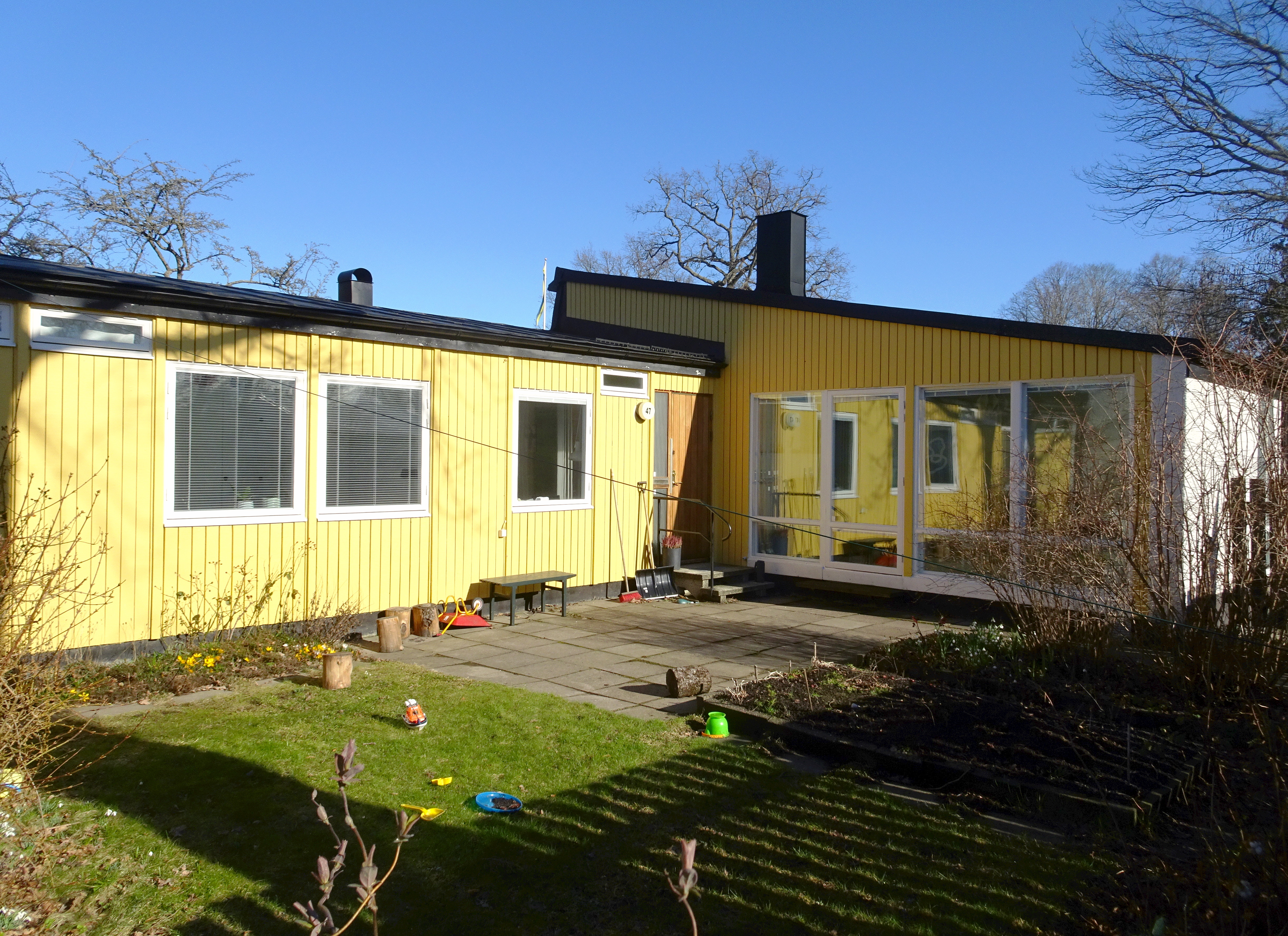
Sparrisbacken 47, entrésidan.
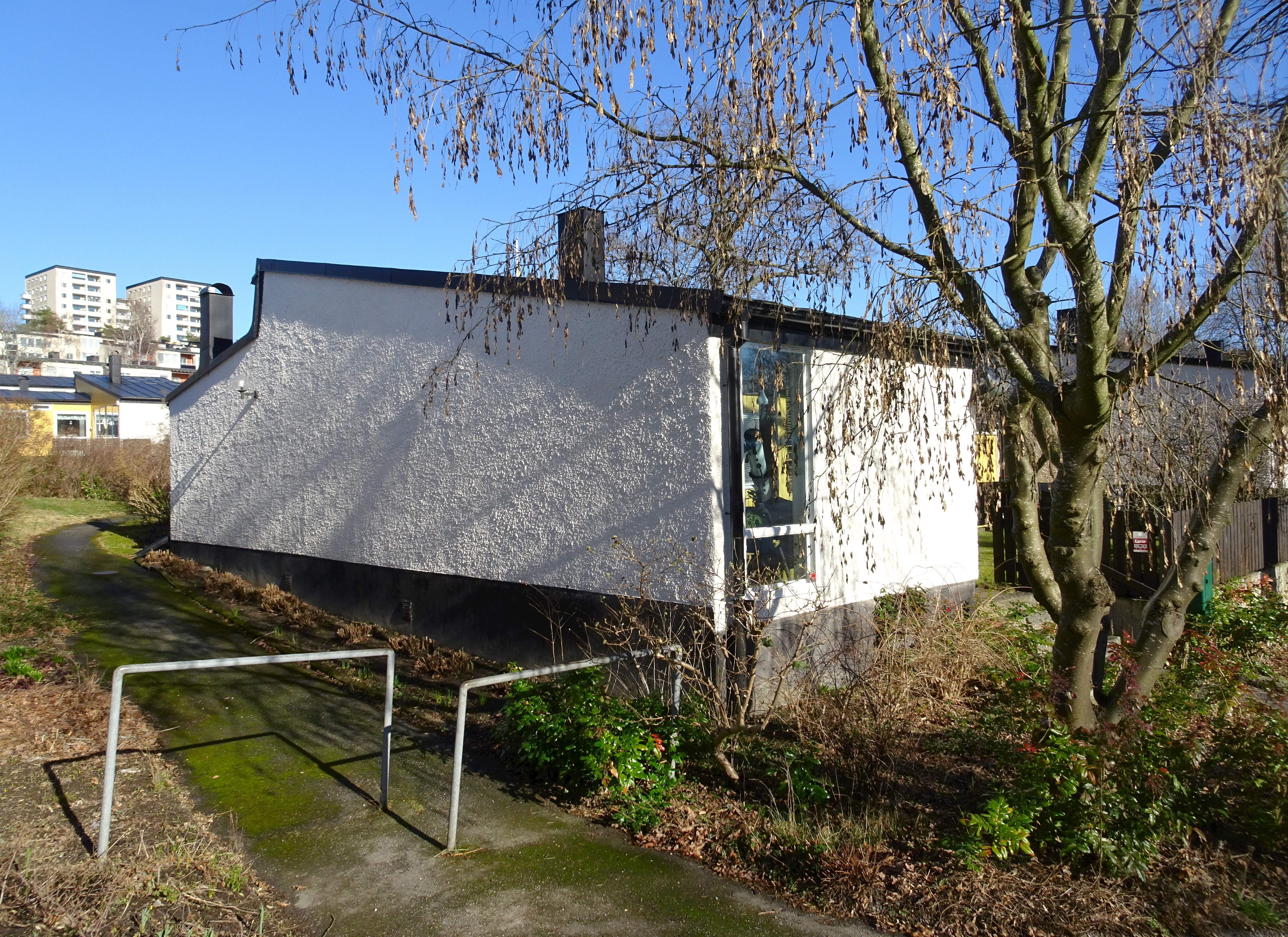
Sparrisbacken 49 och stigen till grönområdet.
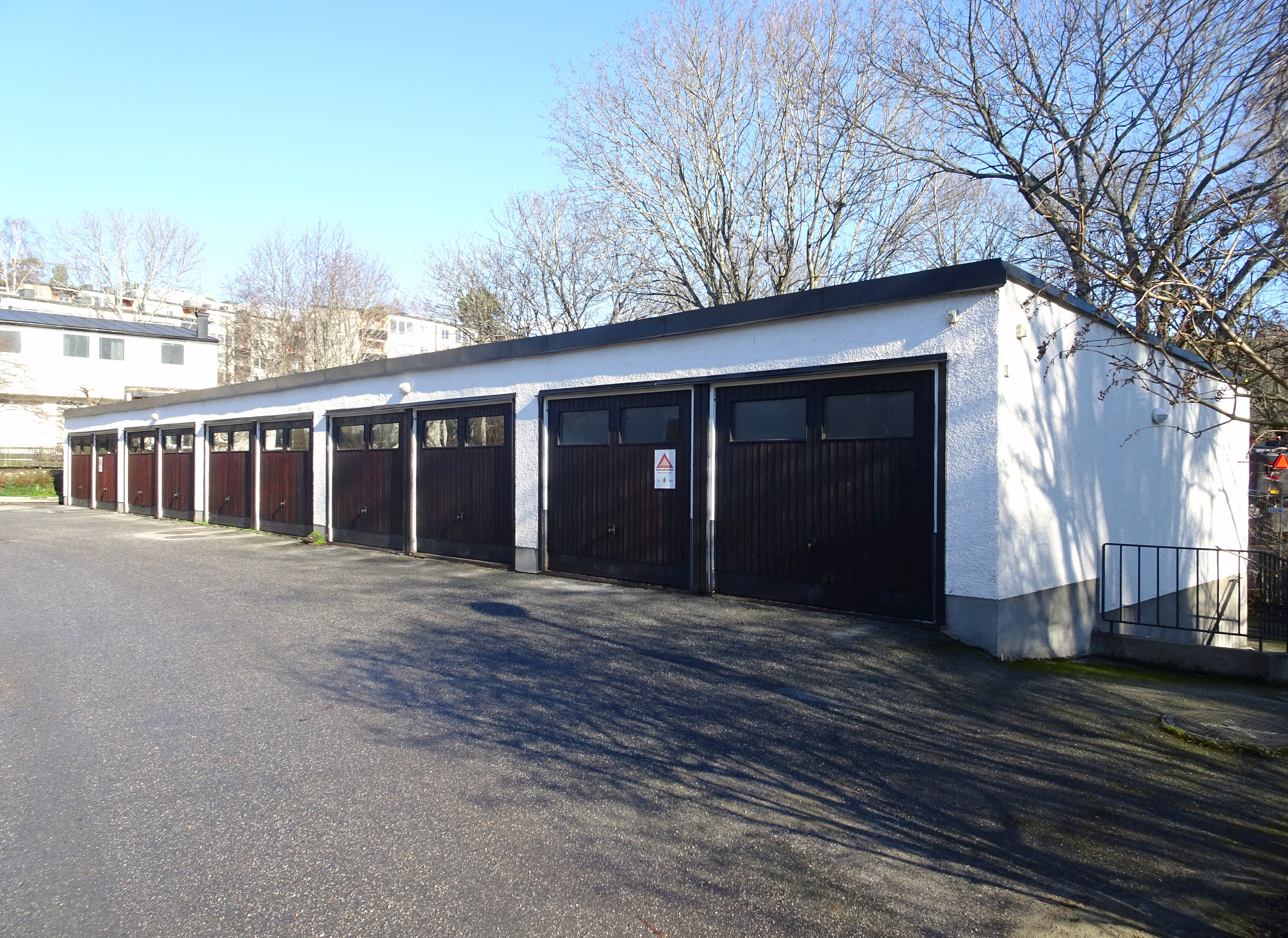
Garagelängan.

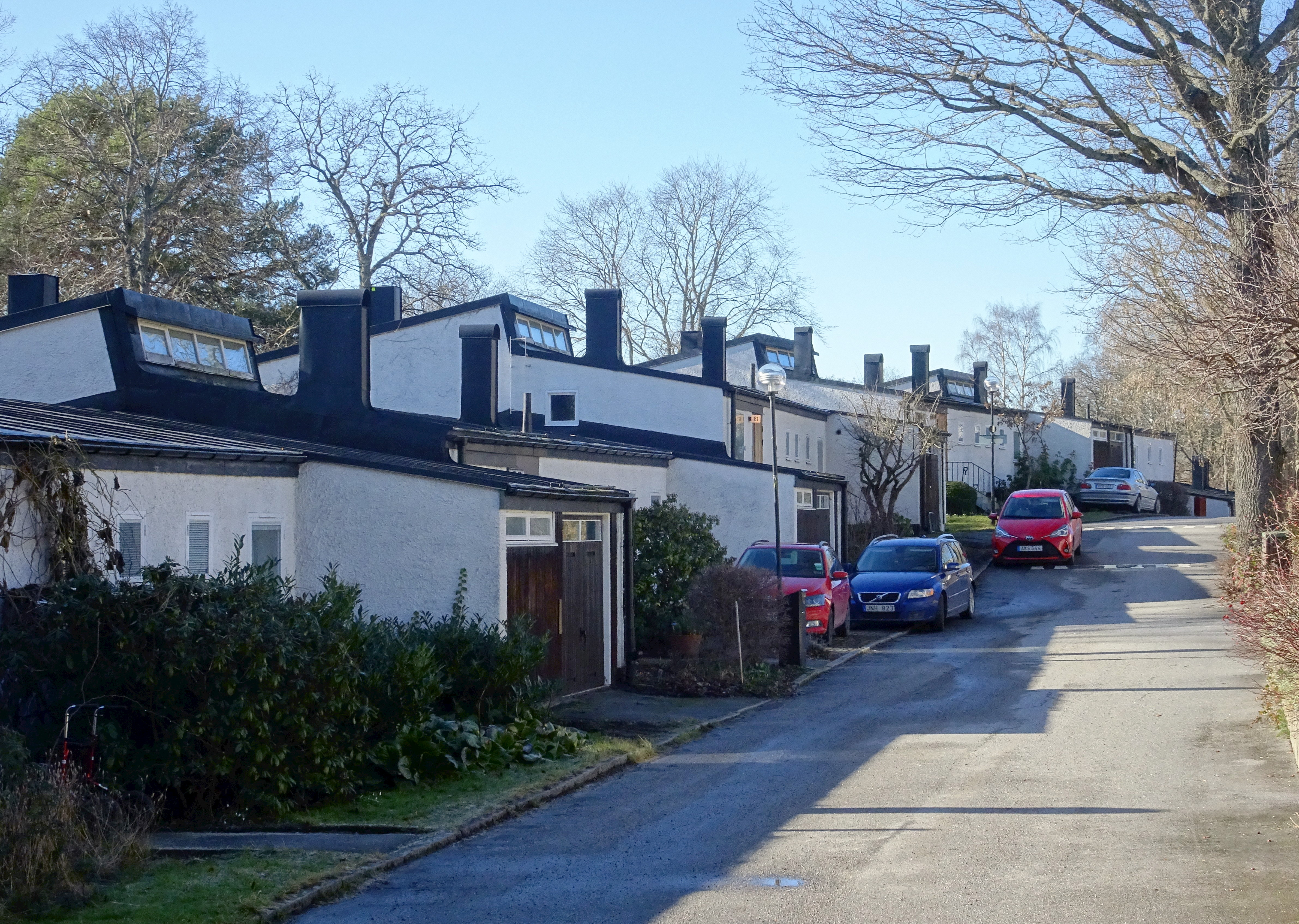
Södra längan österifrån.
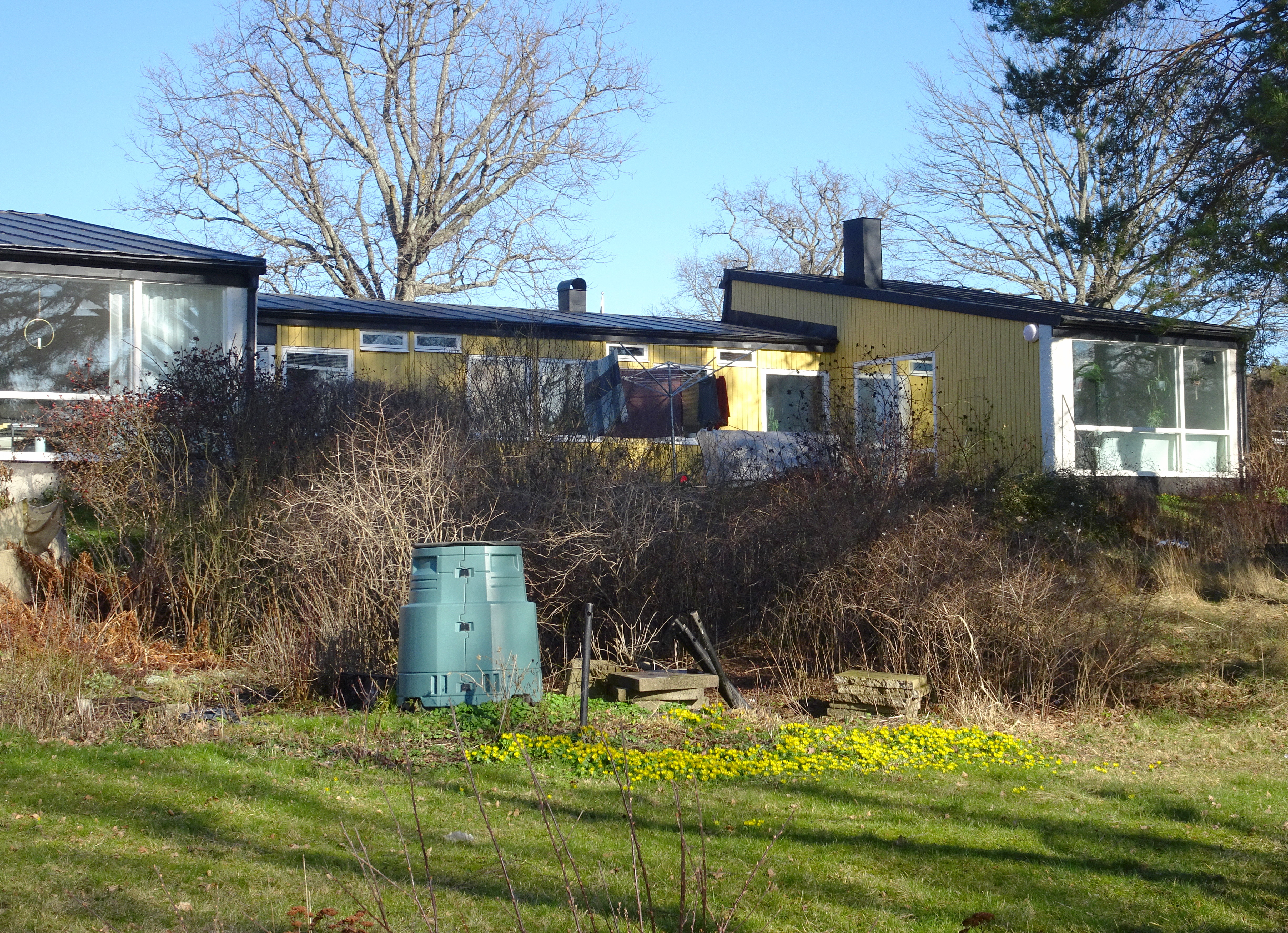
Sparrisbacken 61, trädgårdssidan.
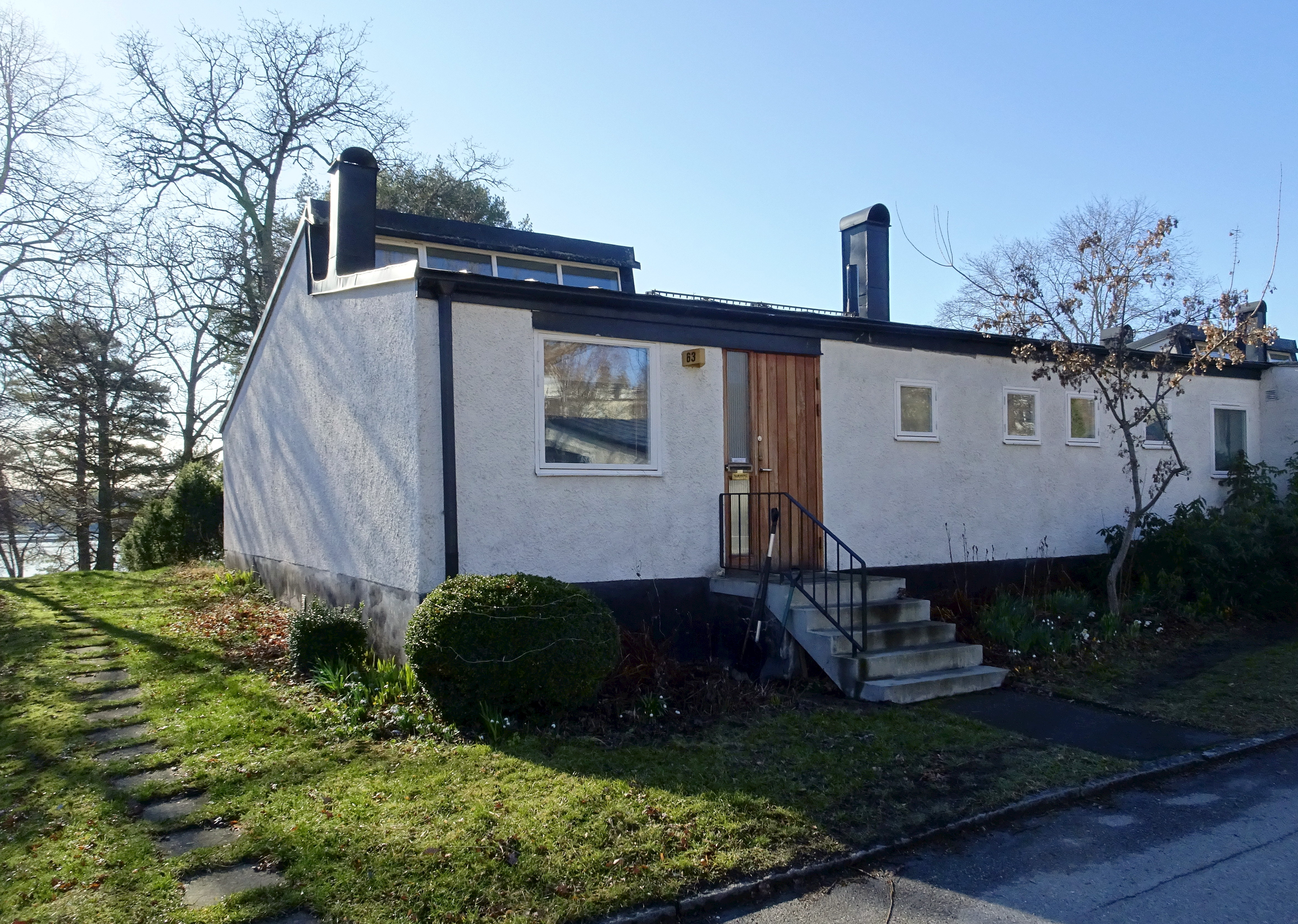
Sparrisbacken 63, entrésidan.
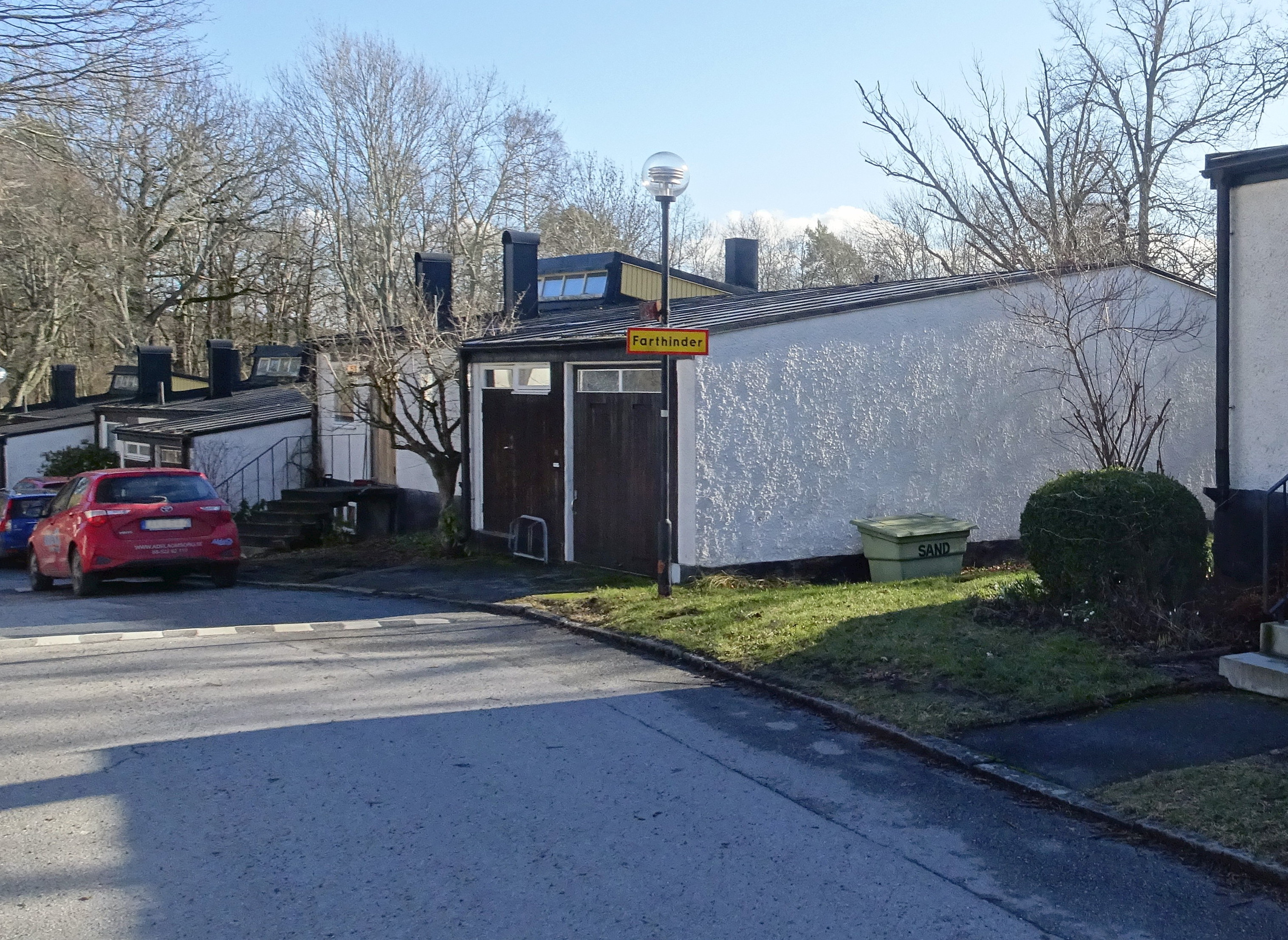
Sparrisbacken 65, entrésidan.

## Personer och företag bakom radhusområdet

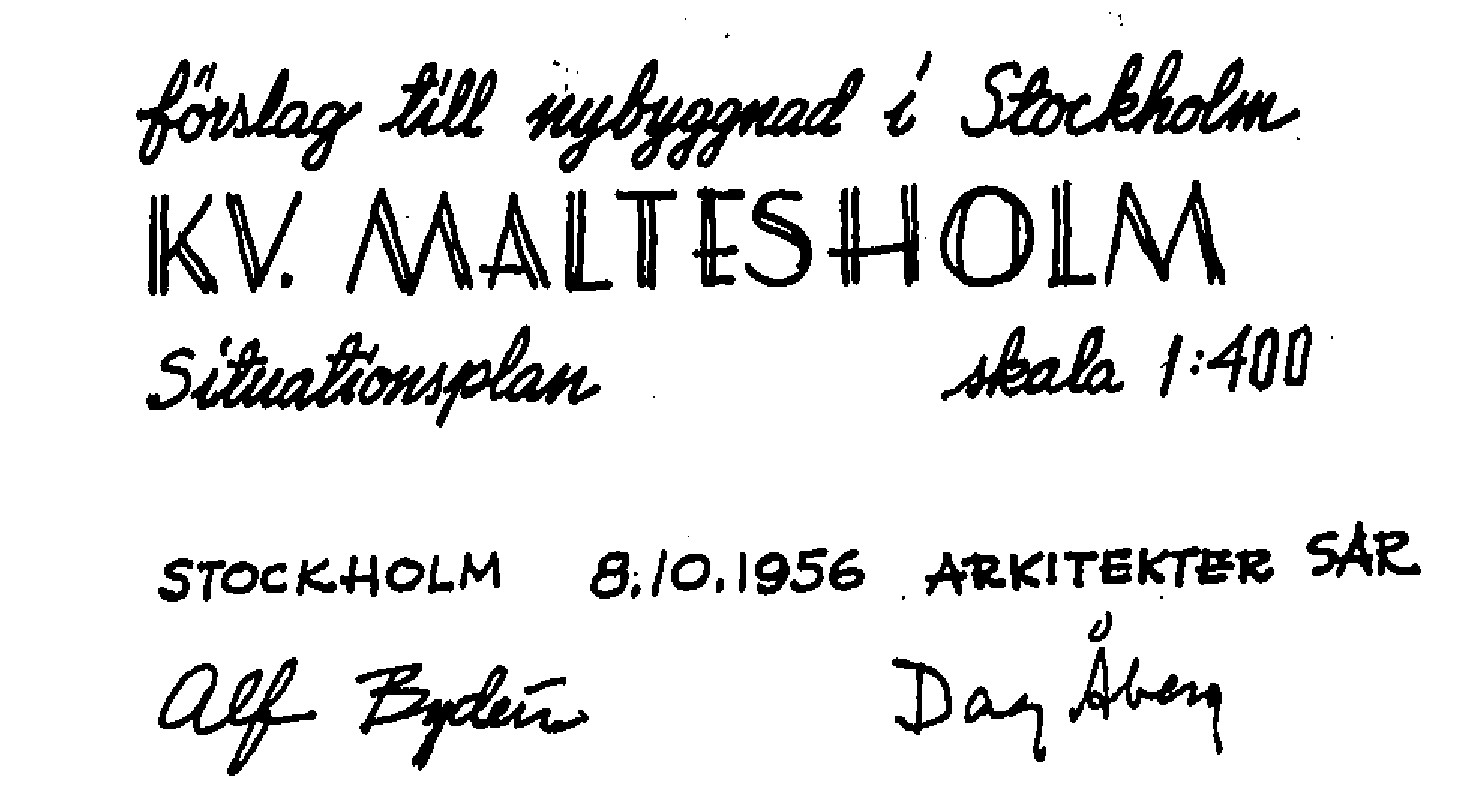
Ritningsstämpel 8 oktober 1956.

- Byggherre och beställare: Bostadsrättsföreningen  Sjöträdgården
- Byggmästare: Bo Stigwall
- Arkitekt: Dag Åberg och Alf Bydén
- Konstruktör: Hans Hansson Konsulterande ingenjörsfirma
- VVS-konsult: Rörlednings AB Montör
- Trädgårdsarkitekt: Eric Anjou